# The Prophecy
The Prophecy era uma aliança de vilões na promoção wrestling Ring of Honor, liderada por Christopher Daniels, cujo objetivo era quebrar a ROH e reconstruir a sua própria imagem. Os membros da The Prophecy se recusavam a seguir o Código de Honra, e, por vezes, tentavam impedir que os outros também o fizessem. Durante a existência do grupo, eles ganharam por três vezes o ROH Tag Team Championship (sendo inclusive os primeiros campeões dos títulos) e por uma ocasião o ROH Championship.

## Campeonatos e prêmios
- Ring of Honor
  - ROH Championship (1 vez) – Xavier
  - ROH Tag Team Championship (3 vezes) – Christopher Daniels e Donovan Morgan (1) e Dan Maff e B.J. Whitmer (2)